# Яцюк Володимир Макарович
Володимир Макарович Яцюк (13 червня 1946, м. Дзержинськ, тепер смт Романів, районний центр Житомирської області — 2 квітня 2012, м. Ірпінь Київської області) — український науковець, мистецтвознавець, шевченкознавець, музейний діяч, колекціонер, літератор, поет. Заслужений діяч мистецтв України (2006).
Більшість досліджень Яцюка стосувалися малярства і графіки Тараса Шевченка, його прижиттєвої іконографії, особливостей творчого процесу.
Результатом тридцятишестирічної праці Володимира Яцюка стали понад 150 статей у періодиці і дев'ять наукових книг.

## Життєпис
Середню школу закінчив у 1963 році в рідному містечку.
Через рік пішов служити в Радянську армію.
З 1967 по 1972 рік навчався на філологічному факультеті Київського педагогічного інституту ім. О. М. Горького (тепер — Національний педагогічний університет імені М. П. Драгоманова).
Після закінчення навчання в інституті працював по направленню (вже разом з дружиною однокурсницею) викладачем у школі села Феневичі в Іванківському районі Київської області.
Мрія займатися науковою роботою могла реалізуватися тільки у Києві, але для цього потрібно було мати київську прописку. Для отримання прописки Володимир Яцюк йде на два роки працювати робітником на підземних роботах будівництва Київського метро. Після цього був короткий проміжок роботи в Київському художньо-промисловому і науковому музеї (тепер — Національний художній музей України), а з 1976 року (майже 36 років, до кінця життя) працював у Національному музеї Тараса Шевченка на посадах: екскурсовода, старшого наукового співробітника, завідувача відділом, заступника генерального директора музею з наукової роботи.
Після переїзду В. Яцюка на роботу в Київ, сім'я оселилась (з 1980 року) в Ірпені, Володимир Макарович майже своїми руками побудував там дім.
Більшість досліджень В.Яцюка стосувалися малярства і графіки Тараса Шевченка, його прижиттєвої іконографії, особливостей творчого процесу поета-художника та вшанування його пам'яті.
Результатом тридцятишестирічної праці Володимира Яцюка стали понад 150 статей у періодиці і дев'ять наукових книг.
Володимир Яцюк проявив себе не тільки як науковець, але і як поет: його поезії регулярно друкувалися в журналах та газетах.
В 2010 році була видана збірка його лірики.
Помер Володимир Макарович Яцюк 2 травня 2012 року в Ірпені, там і похований на місцевому цвинтарі.

## Володимир Яцюк як науковець-шевченкознавець

### Результати наукових досліджень, опубліковані окремими книгами
- «Живопис — моя професія» (1989);
- «Рукою власною» (1993);
- «Таїна Шевченкових світлин» (1998);
- «Україна в старій листівці» (2000);
- «Малярство і графіка Тараса Шевченка: спостереження, інтерпретації» (2003);
- «Віч-на-віч із Шевченком. Іконографія 1838—1861 рр.» (2004);
- «Святий Київ наш великий» (2004);
- «Т. Шевченко у світі фотографій» (2019).

### Приклади результатів шевченкознавчих досліджень
- Аргументував авторство Т. Шевченка щодо олійного автопортрета 1860 року, який до того вважався сумнівним[2].
- Уточнив час і місце створення кількох автопортретів Шевченка, написаних на засланні.
- Висвітлив історію появи прижиттєвих фотопортретів Шевченка, уточнив час і місце їх виконання.
- У монографічному дослідженні-альбомі «Віч-на-віч з Шевченком: Іконографія 1838—1861 років» К., 2004) узагальнив студії над портретами і автопортретами Шевченка. Вмістив разом з репродукціями відомості про 71 самозображення Шевченка — від класичних автопортретів до самоіронічних портретних замальовок та персонажів мистецьких творів, наділених його портретними рисами, 38 зображень Шевченка, виконаних його сучасниками, 10 прижиттєвих світлин і 7 посмертних зображень (рисунки у труні, посмертна маска, скульптура роботи Федора Каменського тощо).
- Виявив і описав раніше невідомі автографи поеми Шевченка «Неофіти» та поезій «Утоптала стежечку», «На вгороді коло броду», які Шевченко подарував Марку Вовчку.
- Дослідив творчі контакти Шевченка і Пантелеймона Куліша («Пантелеймон Куліш і Тарас Шевченко: Побратими чи антагоністи?», «Шевченко і Куліш: Художницькі діалоги»)
- Довів, що Шевченко є автором акварелей «Форт Олександровський» і «Під Новопетровським фортом», які підписані «Zaleski».
- Довів, що автопортрет Шевченка, подарований Якову Кухаренкові, створений не на Мангишлаку, а ще в Оренбурзі, і його слід датувати не 1853-57 роками, а 1849-50, а сепію «Казарма» створено не в Новопетровську (яка датувалась 1856-57), а в Орську (1847).
- Довів, що саме Шевченко створив акварель «Давні фрески Софійського собору», автором якої до тих пір вважався Михайло Сажин[3].

### Результати як упорядника
В. Яцюк упорядкував два альбоми-каталоги:
- «Шевченківська листівка як пам'ятка історії та культури». 1890—1940. (1382 листівки) (К. 2004);
- «На спомин рідного краю: Україна у старій листівці» (1186 листівок,., де багато уваги приділено шевченківській листівці). (в співавт.) (К. 2008).

### Колекційна діяльність
В. Яцюк зібрав найбільшу (серед інших колекціонерів) колекцію шевченківських листівок, медалей і значків.
У нього були: Шевченків офорт «Притча про робітників на винограднику», фотографія Шевченка 1860 року роботи Івана Досса, унікальні прижиттєві фотографії й автографи приятелів Шевченка (Куліша та ін.).

## Володимир Яцюк як поет
Його поезії друкувалися в журналах «Україна», «Київ», «Визвольний шлях», віснику «Чернеча гора», «Наша віра», «Літературна Україна», «Слово Просвіти».
В 2010 році була видана збірка його лірики «Відлуння: вірші минулих літ».

## Родина
- Дружина — Світлана Дмитрівна, філолог, педагог;
- Син — Тарас (1973—2011);
- Донька — Оксана;
- Онуки — Тетяна, Євген, Софія.

## Нагороди
- Заслужений діяч мистецтв України (23 березня 2006) — за вагомий особистий внесок у розвиток національної культури і мистецтва, вагомі творчі здобутки і високий професіоналізм.[5]

## Вшанування пам'яті
22 червня 2023 року у місті Ірпінь провулок Глінки перейменували на провулок Володимира Яцюка.